# برينت لانغ
برينت لانغ (بالإنجليزية: Brent Lang)‏ هو سباح أمريكي، ولد في 25 يناير 1968.

## روابط خارجية
- برينت لانغ على موقع الاتحاد الدولي للسباحة (الإنجليزية)
- برينت لانغ على موقع أوليمبيديا (الإنجليزية)